# Plourac’h
Plourac’h – miejscowość i gmina we Francji, w regionie Bretania, w departamencie Côtes-d’Armor.
Według danych na rok 1990 gminę zamieszkiwało 437 osób, a gęstość zaludnienia wynosiła 14 osób/km² (wśród 1269 gmin Bretanii Plourac’h plasuje się na 863. miejscu pod względem liczby ludności, natomiast pod względem powierzchni na miejscu 255.).